# Littorinidae
 Littorinidae – zróżnicowana rodzina grupująca ponad 200 gatunków niewielkich i średniej wielkości ślimaków słono- i słonawowodnych (oraz jeden rodzaj ślimaków słodkowodnych). Jej przedstawiciele są szeroko rozprzestrzenieni w litoralu i strefie pływów mórz na całym świecie.

## Etymologia nazwy
Nazwa rodzaju typowego i rodziny pochodzi od siedliska, w którym występują (litoralis łac. – nadbrzeżny).

## Cechy morfologiczne
Gatunki małe lub średniej wielkości. muszle stożkowate, stożkowato-kuliste, kuliste. Zewnętrzna powierzchnia muszli gładka lub ze spiralnymi liniami, żebrami, guzkami lub kolcami. Wieczko konchiolinowe, ciemnobrązowe, o spiralnej budowie. Ujście muszli jajowate, wyłożone warstwą porcelanową. Wrzeciono gładkie, spłaszczone. Dołek osiowy występuje u niektórych gatunków. Jedna para czułków, oczy położone u ich podstawy.

## Występowanie
Przedstawiciele rodziny występują pospolicie w morzach na całym świecie.

## Biologia i ekologia

### Zajmowane siedliska
Żyją w litoralu, w strefie pływów a także w strefie oprysku. Wytrzymują okresowe, zmniejszone zasolenie wody, pozostają aktywne również w czasie odpływu, gdy są wynurzone, o ile tylko przybój zapewnia zraszanie wodą.

### Odżywianie
Roślinożercy, zdrapywacze, rozdrabniacze – żywią się trawami morskimi, glonami, peryfitonem.

### Rozmnażanie
Rozdzielnopłciowe, jajorodne. Jaja w galaretowatej otoczce przytwierdzane do roślin wodnych lub uwalniane wprost do wody. Rozwój złożony, z larwą swobodnie pływającą.

## Podział taksonomiczny
W rodzinie Littorinidae wyróżnia się następujące podrodziny i rodzaje:
- Lacuninae Gray, 1857 – synonimy: Risellidae Kesteven, 1903; Cremnoconchinae Preston, 1915; Bembiciidae Finlay, 1928.
  - Bembicium R.A. Philippi, 1846
  - Cremnoconchus W.T. Blanford, 1869[8] – gatunki słodkowodne[9]
  - Dissochilus Cossmann, 1888 †
  - Lacuna W. Turton, 1827 – synonim: Aquilonaria Dall, 1886
  - Pellilitorina Pfeffer, 1886
  - Risellopsis Kesteven, 1902

- Laevilitorininae Reid, 1989
  - Laevilacunaria A.W.B. Powell, 1951
  - Laevilitorina Pfeiffer, 1886

- Littorininae Children, 1834 – synonimy: Echinininae Rosewater, 1972; Tectariinae Rosewater, 1972; Melaraphidae Starobogatov & Sitnikova, 1983
  - Afrolittorina Williams, Reid & Littlewood, 2003
  - Austrolittorina Rosewater, 1970
  - Cenchritis E. von Martens, 1900
  - Echinolittorina Habe, 1956 – synonimy: Amerolittorina Reid, 2009[10]; Fossarilittorina Rosewater, 1981; Granulilittorina Habe & Kosuge, 1966; Lineolittorina Reid, 2009[10]
  - Littoraria Gray, 1833
  - Littorina Férussac, 1822 – rodzaj typowy
  - Mainwaringia G. Nevill, 1885
  - Melarhaphe Menke, 1828
  - Nodilittorina E. von Martens, 1897[11]
  - Peasiella G. Nevill, 1885
  - Prosthenodon Cossmann, 1888 †
  - Tectarius Valenciennes, 1832, synonim: Echininus Clench & Abbott, 1942.

incertae sedis
- Mirolacuna Wenz, 1939
- Poroa Marwick, 1953 †
- Procancellaria Wilckens, 1922 †

## Ciekawostki
- liczne gatunki z tej rodziny wchodzą w skład diety ludzi[4].